# 十字屋敷のピエロ
『十字屋敷のピエロ』（じゅうじやしきのピエロ）は、東野圭吾の推理小説。単行本は講談社から1988年12月に刊行され、1992年2月に講談社文庫版が刊行された。版を重ね、2024年7月5日で102版。2024年12月13日に講談社文庫の新装版が刊行される。

## 概要
資産家一族に降りかかる惨劇の様子が、ピエロ人形「僕」の視点を交えながら語り継がれて行く本格長編推理小説。ただの人形でしかない「僕」に対しては、犯罪者達も無防備だった。ラストには、「僕」の心に澱を残す、意外な結末が用意されている。

## あらすじ
竹宮産業社長一家が暮らす十字屋敷に、不気味なピエロ人形が持ち込まれた。その夜、女社長・頼子は屋敷内で転落死を遂げる。その瞬間を目撃したのは、ただ一体のピエロ人形のみだった。
頼子の四十九日、妹・琴子から姉の死の真相究明を託された竹宮水穂は十字屋敷を訪れる。従妹の佳織に迎えられ、祖母・静香や家政婦・鈴枝に挨拶を交わす中、ピエロ人形の製作者の息子・悟浄が姿を現す。彼はその人形を「不幸をもたらす悲劇のピエロ」だと語り、買い取りを懇願するが、当主・宗彦が不在のため一旦は引き下がる。
その夜、屋敷では晩餐会が開かれる。下宿人の大学院生・青江、出入りの美容師・永島、会社役員・松崎、頼子の妹・和花子とその夫・勝之らが集う中、深夜、宗彦がオーディオ・ルームで刺殺される。その光景もまた、ピエロ人形だけが目撃していた。
翌朝、宗彦の遺体が発見される。傍らには、宗彦の不倫相手である秘書・三田理恵子も胸を刺され絶命していた。警察は外部犯の線で捜査を開始するが、水穂は内部犯の可能性を疑う。青江は、水穂を除く屋敷の人間たちが皆、多かれ少なかれ宗彦に恨みを抱いており、殺害の動機は十分にあったと語る。

## 登場人物
竹宮水穂（たけみや みずほ）
琴絵の娘。佳織の従姉。25歳。オーストラリアから1年半ぶりに竹宮家の十字屋敷へ帰国。
竹宮宗彦（たけみや むねひこ）
竹宮産業三代目社長。先代社長・頼子の夫。周囲から恨みを買いやすい人物。パズル収集が趣味。
竹宮佳織（たけみや かおり）
宗彦・頼子の一人娘。水穂の従妹。20歳。生まれつき足が不自由で車椅子を使用。
竹宮幸一郎（たけみや こういちろう）
竹宮産業創始者。故人。1年半前に病没。林業から不動産・レジャー産業まで一代で築き上げた。
竹宮静香（たけみや しずか）
幸一郎の妻。頼子の実母。70歳。
竹宮頼子（たけみや よりこ）
竹宮産業二代目社長。幸一郎の長女。宗彦の妻。佳織の母。物語冒頭で飛び降り自殺を遂げる。
竹宮琴絵（たけみや ことえ）
幸一郎の次女。水穂の母。日本画家。アトリエに籠り創作活動に没頭。頼子の四十九日も欠席。娘・水穂曰く「変人」。3年前に芸術家の夫・正彦と死別後、竹宮姓に戻る。
近藤和花子（こんどう わかこ）
幸一郎の三女。
近藤勝之（こんどう かつゆき）
和花子の夫。竹宮産業取締役。
青江仁一（あおえ じんいち）
十字屋敷に下宿する大学院生。大学生の頃から竹宮家に居住。大学院で化学を専攻。竹宮幸一郎が戦時中に世話になった恩人（故人）の孫。両親を交通事故で亡くす。恩人と幸一郎の約束により、大学院卒業まで竹宮家が面倒を見る。竹宮佳織に恋心を抱く。
永島正章（ながしま まさあき）
竹宮家に出入りする美容師。35歳。
松崎良則（まつざき よしのり）
頼子たちの父方の従兄。竹宮産業取締役。亡き父は幸一郎の兄で、幸一郎の起業時の協力者。父の早逝後、母方の姓を名乗る。小柄で肥満体型。
三田理恵子（みた りえこ）
宗彦の秘書兼愛人。
梅村鈴枝（うめむら すずえ）
竹宮家の住み込み家政婦。頼子たちの幼少期から竹宮家に奉公。
悟浄真之介（ごじょう しんのすけ）
ピエロ人形を追う人形師。人形の買い取りを希望。
ピエロ
悟浄の亡き父が制作した人形。悲劇を招くとされる。

## 書籍情報
- ノベルズ：1988年12月26日発売[1]、講談社ノベルス、ISBN 978-4-06-181414-1
- 文庫本：1992年2月4日発売[2]、講談社文庫、ISBN 978-4-06-185045-3
- 文庫本新装版：2024年12月13日発売[3]、講談社文庫、ISBN 978-4-06-537878-6